# Zagrodniki (Mokre)
Zagrodniki – część wsi Mokre w Polsce położona w województwie świętokrzyskim, w powiecie staszowskim, w gminie Szydłów.
W latach 1975–1998 część wsi położona była w województwie kieleckim.